# Here I Am (álbum de Blue System)
Here I Am (Heme Aquí) es el decimotercer y último disco de estudio de la carrera de Blue System. Es editado en 1997 bajo el sello BMG Ariola y producido por Dieter Bohlen. El álbum contiene 11 nuevos temas.

## Lista de canciones
| #   | Título                                       | Tiempo |
| --- | -------------------------------------------- | ------ |
| 1.  | "Love Will Drive Me Crazy" (Dieter Bohlen)   | 3:35   |
| 2.  | " Anything" (Dieter Bohlen)                  | 3:42   |
| 3.  | "I Miss You" (Dieter Bohlen)                 | 3:47   |
| 4.  | "I Love The Way You Are" (Dieter Bohlen)     | 4:36   |
| 5.  | "Don't Do That" (Dieter Bohlen)              | 3:45   |
| 6.  | "Baby Believe Me" (Dieter Bohlen)            | 3:39   |
| 7.  | "You Are Lyin'" (Dieter Bohlen)              | 3:47   |
| 8.  | "C'est la vie" (Dieter Bohlen)               | 3:25   |
| 9.  | "Every Day, Every Night" (Dieter Bohlen)     | 3:31   |
| 10. | "Shame Shame Shame" (Dieter Bohlen)          | 3:40   |
| 11. | "I Believe You Are An Angel" (Dieter Bohlen) | 4:01   |

## Posicionamiento
| Listas (1997)         | Máxima Posición |
| --------------------- | --------------- |
| Alemania albums chart | 38              |
| Polonia albums chart  | 34              |

- Datos: Q670744